# Хилтон, Франческа
Констанс Франческа Габор Хилтон (англ. Constance Francesca Gabor Hilton, 10 марта 1947 — 5 января 2015) — американская актриса.
Родилась в Нью-Йорке в семье актрисы Жа Жи Габор и предпринимателя, основателя сети отелей «Hilton» Конрада Хилтона. Начиная с 1970-х годов она периодически появлялась в кино и на телевидении. Среди её актёрских работ фильмы «Безопасное место» (1971), «Кормушки» (1974) и «Миссис Птеродактиль» (1997). Она также появилась в качестве гостьи в ряде телешоу.

## Ранние годы и семья
Родилась в 1947 году в Нью-Йорке после того, как её родители получили развод в сентябре 1946 года. Её отец, Конрад Николсон Хилтон, был основателем сети отелей Hilton. Её мать, Жа Жа Габор, была американской актрисой венгерского происхождения и светской львицей. В своей автобиографии 1991 года «Одной жизни недостаточно», Габор утверждает, что её беременность была результатом изнасилования её тогдашним мужем Конрадом Хилтоном.
Она была единственным ребёнком Жа Жа Габор и, следовательно, единственным потомком сестёр Габор, а также единственной дочерью Конрада Хилтона. Её единокровными братьями были Конрад Николсон Хилтон младший (1926–1969); Уильям Бэррон Хилтон (1927–2019) и Эрик Майкл Хилтон (1933–2016). Она посещала кинопремьеры вместе с матерью и в детстве участвовала в соревнованиях по конному спорту.
В 1947 году, когда Хилтон была младенцем, грабитель вошёл в их дом, связал Жа Жа Габор и их экономку и пригрозил убить Франческу. Грабитель украл ювелирные изделия на сумму более 750 000 долларов.
После смерти отца в 1979 году Хилтон унаследовала только 100 тыс. долларов из его многомиллионного состояния, а её попытки оспорить эту сумму в суде закончились неудачей. У Хилтон на протяжении многих лет были напряженные отношения с девятым мужем матери Фредериком Принцем фон Анхальтом. В октябре 1993 года она вышла замуж за Жозефа Пича. Пара развелась в 2010 году, детей у них не было. На момент смерти она была помолвлена с Майклом Нацисом. Большую часть своей жизни она прожила в Лос-Анджелесе.
После того, как здоровье Жа Жа Габор ухудшилось, Франческа неоднократно пыталась в судебном порядке получить опекунство над ней.

## Смерть
На момент своей смерти Хилтон была бездомной и некоторое время жила в своей машине. Умерла в медицинском центре Cedars-Sinai в Лос-Анджелесе 5 января 2015 года в возрасте 67 лет после перенесённого ею инсульта и сердечного приступа. Мать пережила дочь почти на два года и умерла в 99-летнем возрасте, не дожив месяца до 100-летия. Жа Жа Габор, которой тогда было 97 лет, страдала слабоумием, она не знала о смерти своей дочери и никогда не была проинформирована об этом до своей собственной смерти в декабре 2016 года. Похороны Франчески Хилтон прошли в католической церкви Святого Амвросия в Западном Голливуде. Её кремировали и прах был захоронен на Вествудском кладбище рядом с её тетей Эвой Габор.